# K2 Black Panther
Der K2 Black Panther, während der Erprobungs- und Entwicklungsphase als eXperimental K2 (XK2) bezeichnet, ist ein Kampfpanzer der südkoreanischen Streitkräfte.

## Geschichte
Das Fahrzeug wurde mit einem Auftragsbudget von 230 Millionen US-Dollar von der südkoreanischen Agency for Defense Development (ADD, deutsch Amt für Verteidigungsentwicklung) entwickelt, um den Kampfpanzer K1 Typ 88 und den veralteten M48 Patton abzulösen. Die Forschungsarbeiten begannen bereits im Jahr 1995 und dauern bis heute an. Als die ADD mit der Entwicklung eines modernen Kampfpanzers beauftragt wurde, wurden Rüstungsbetriebe wie GIAT Industries und Diehl BGT Defence GmbH in den Entwicklungsprozess eingebunden, um verschiedene Systeme und Bestandteile des Panzers mitzuentwickeln. Trotzdem wurden etwa 90 Prozent des K2 Black Panther von südkoreanischen Unternehmen entworfen. Hergestellt wird das Fahrzeug von Hyundai Rotem, wobei auch die Firmen Hyundai Wia und Samsung Techwin und Doosan an der Produktion beteiligt sind.
Einen zusätzlichen Entwicklungsimpuls brachten russische Panzermodelle, da Russland zur Tilgung von Schulden T-80U-Panzer lieferte und zudem ein T-72 aus einem ungenannten Ostblock-Land angekauft wurde. Die Erfahrungen aus diesen Kampfpanzern flossen in die Entwicklung des K2 ein. Das südkoreanische Heer plante ursprünglich, etwa 680 K2 Black Panther zu beschaffen, aber aus finanziellen Gründen wurde bereits mehrfach vor dem Beginn der Serienproduktion eine Reduzierung der Stückzahl erwogen. In der ersten Phase wurden 100 Stück ausgeliefert, wobei Motoren und Getriebe von deutschen Herstellern eingebaut wurden. Die zweite Auslieferung von 106 Einheiten wurde mit dem 1500 PS starken Motor von Doosan ausgestattet, das Getriebe sollte ebenfalls mit heimischer Technologie ausgestattet werden, die Getriebe von S&T Dynamics hielten jedoch Belastungstests nicht stand, so dass weiterhin Getriebe der deutschen Firma Renk verwendet wurden. Auch die dritte Auslieferung von ca. 50 Einheiten bis 2023 wird weiterhin mit einem deutschen Getriebe ausgestattet werden. In der vierten Auslieferung sollte das Powerpack komplett von heimischer Entwicklung stammen, um rechtliche Probleme mit der Exportversion zu vermeiden. Der Stückpreis je Panzer soll bei 8,5 Millionen US-Dollar (USD) liegen.

## Schutz
Die Panzerung setzt sich aus Verbundpanzerung und Reaktivpanzerung zusammen. Die Stärke der Panzerung entspricht in etwa der des M1A2 Abrams, im Gegensatz zu dessen fast 62 Tonnen ist der K2 aber mit einem Gewicht von 55 Tonnen leichter. Die Reaktivpanzerung wird an den eher schwächer gepanzerten Seiten und auf dem Dach eingesetzt, während die Verbundpanzerung an der Fahrzeugfront am stärksten ist. Unter anderem erhöht sich so die Gefechtsfeldmobilität und der Kraftstoffverbrauch des Fahrzeuges wird gesenkt. Zusätzlich ist der K2 Black Panther mit abstandsaktiven Schutzmaßnahmen ausgestattet. Sie umfassen in der Anfangsphase ein Softkillsystem vom Typ VIRSS, bei der späteren Version K2 Black Panther PIP (Product Improvement Programm) soll auch ein Hardkillsystem eingebaut werden, das sich momentan noch in der Entwicklung befindet. Der Panzer verfügt über ein Radar- und Laserwarnsystem (EloSM), um die Besatzung bei einer Entdeckung und Anpeilung des Panzers zu warnen und die Signale zu stören (ECM). Zusätzlich verfügt der K2 über ein 360°-Millimeterwellenradar, mit dem anfliegende Projektile und in der Nähe fliegende Hubschrauber und Flugzeuge aufgefasst werden können. Die so gewonnenen Zieldaten können zu einer schnellen Bekämpfung direkt an das Feuerleitsystem weitergegeben werden.
Ein IFF- (Identification friend or foe) und SIF-System (Selective identification feature) nach STANAG 4579 ist ebenfalls vorhanden.

## Bewaffnung
Die ursprünglich geforderte Hauptbewaffnung für den K2 war eine 140-mm-Glattrohrkanone, die sich gerade bei Rheinmetall in der Entwicklung befand. Von der 140-mm-Kanone wurde Abstand genommen, als Rheinmetall die Entwicklung einstellte. Der Grund für den Entwicklungsstopp war die Erkenntnis, dass die Einführung bei bestehenden Kampfpanzern den kostspieligen Austausch der Panzertürme bedeuten würde und die parallele Weiterentwicklung in Form einer 120-mm-L/55-Kanone genügend Potential bot, um bestehende und in der Entwicklung befindende Kampfpanzer zu bekämpfen. Das Fahrzeug kann aber mit nur geringen Änderungen auf die 140-mm-Kanone umgerüstet werden.
Der K2 Black Panther ist mit der CN08 120-mm-Glattrohrkanone bewaffnet, die von Hyundai WIA und Agency for Defense Development (ADD) entwickelt wurde. Sie wird im Gegensatz zum Leopard 2 automatisch nachgeladen und erreicht eine Feuergeschwindigkeit von 15 Schuss pro Minute. Im Vergleich dazu werden beim Leopard 2 mit einem sehr guten Ladeschützen neun Schuss pro Minute erreicht. Der im K2 verwendete Autolader ist dem des Leclerc sehr ähnlich. Auch verfügt der K2 über ein modernes Feuerleitsystem, das die Bekämpfung von tief fliegenden Hubschraubern ermöglicht. Es wird eine maximale Reichweite von zehn Kilometern erreicht. Zudem erlaubt die Feuerleitung das automatische Ausmachen und die Verfolgung fahrzeuggroßer Ziele ohne das Eingreifen des Richtschützen. Ein besonderes Detail des K2 Black Panther ist sein computerüberwachter Feuervorgang. Andere Panzer können ein Ziel mit ihrer Hauptwaffe verfehlen, wenn sie während des Schussvorgangs in eine Bodenwelle fahren. Das moderne Feuerleitsystem des K2 löst den Schuss automatisch erst dann aus, wenn die Kanone wieder exakt auf das Ziel gerichtet ist.
Für die 120-mm-L/55-Kanone stehen unter anderem folgende Munitionsarten zur Verfügung:
- K279-Munition APFSDS-T (1760 m/s)
- K280-Munition HEAT-MP-T (1400 m/s)
- KSTAM (Korean Smart Top-Attack Munition). Wird von der Agentur für Verteidigungsentwicklung auf Basis der SMArt-155-Munition entwickelt. Das Geschoss wird aus der Kanone verschossen, faltet Stabilisierungsflügel aus und fliegt auf einer ballistischen Flugbahn ins Zielgebiet. Im Zielgebiet wird ein Fallschirm geöffnet, die Munition schwebt zu Boden und sucht das Zielgebiet mit Millimeterwellenradar, Infrarot- und ESM-Sensoren ab. Ist ein Ziel gefunden, wird eine projektilbildende Ladung (Explosively formed penetrator, EFP) von oben auf das Ziel abgefeuert. Damit kann der K2 Black Panther entdeckte Ziele bekämpfen, die außerhalb seiner normalen Sicht- und Reichweite liegen. Die Munition ist vom Fire & Forget-Typ, allerdings ist ein Datenlink zum Panzer vorhanden. Die minimale Entfernung zum Ziel beträgt zwei Kilometer, die Maximalentfernung acht Kilometer. Die Zieldaten können mittels Datenübertragung von anderen Einheiten zum Panzer gesendet werden.

Die Sekundärbewaffnung besteht aus einem 12,7-mm-K6-Maschinengewehr und einem achsparallel zur Hauptkanone installierten 7,62-mm-Maschinengewehr. Für das 12,7-mm-MG werden 3.200 Patronen und für das 7,62-mm-MG 12.000 Patronen mitgeführt. Zudem verfügt das K6-Maschinengewehr über ein Freund-Feind-Erkennungssystem.
Der Turm wird mit Elektromotoren gedreht.

## Mobilität
Der K2 Black Panther wird von einem in Lizenz produzierten MTU MB-883-Ka500-Motor mit einer Leistung von 1103 kW (1500 PS) angetrieben, der den Panzer auf etwa 70 Kilometer pro Stunde beschleunigt. Zudem ist eine zusätzliche Gasturbine eingebaut, die 400 PS erzeugt. Sie ist für die Stromversorgung der Elektronik sowie der Radar- und Belüftungsanlagen zuständig, wenn der Hauptmotor abgestellt ist.
Der K2 Black Panther ist mit einer hydropneumatischen Federung ausgestattet. Jede Laufrolle kann individuell gesteuert werden, was dem Panzer erlaubt, sich in fast jede Richtung zu neigen. Diese Fähigkeit gibt dem Panzer hervorragende Eigenschaften bei der Fahrt im Gelände. Durch einen mitgeführten faltbaren Tiefwatschacht ist der K2 bis 2,25 Meter tiefwatfähig; durch einen längeren Unterwasserfahrschacht ist er bis zu 4,2 Meter Wassertiefe fahrfähig.

## Nutzerstaaten
- Südkorea – Nach der Produktion von drei Prototypen wurde 2012 mit der Serienfertigung begonnen. Insgesamt sind 397 Stück geplant. Die ersten 100 Fahrzeuge wurden inzwischen an die Truppe ausgeliefert.[9] Insgesamt sollen 206 Stück ausgeliefert werden. Die Militärs fordern weitere 100 Stück angesichts der Modernisierung der Panzer auf nordkoreanischer Seite.[10]

- Türkei – Die Türkei testete den französischen Leclerc, den deutschen Leopard 2 und den K2 Black Panther, wobei der K2 als Sieger aus dem Vergleich hervorging.[11] 2007 wurden Verhandlungen über ein Waffengeschäft zwischen der Türkei und Südkorea abgeschlossen: Der türkische Fahrzeugbauer BMC sollte mittels Technologietransfer und koreanischer Unterstützung den türkischen Altay-Panzer produzieren.[4][12][13] Insgesamt handelte es sich um ein finanzielles Volumen von etwa 540 Millionen US-Dollar. Bis 2016 wurden von Otokar vier Prototypen hergestellt. Der Motor wird von BMC-Power geliefert. Damit ist der K2 neben dem K9 Thunder das zweite südkoreanische gepanzerte Großgerät, das in der Türkei produziert wird. Anders als die südkoreanische Version ist der türkische Kampfpanzer größer, schwerer, hat ein Besatzungsmitglied mehr (Ladeschütze) und besitzt jeweils eine Laufrolle pro Seite mehr. Das ist zum Teil auf die unterschiedlichen Anforderungen (geografische Beschaffenheit, Bevölkerungsstruktur) und zum anderen auf die finanzielle Überlegung (Autolader hätte die Kosten in die Höhe getrieben) zurückzuführen.

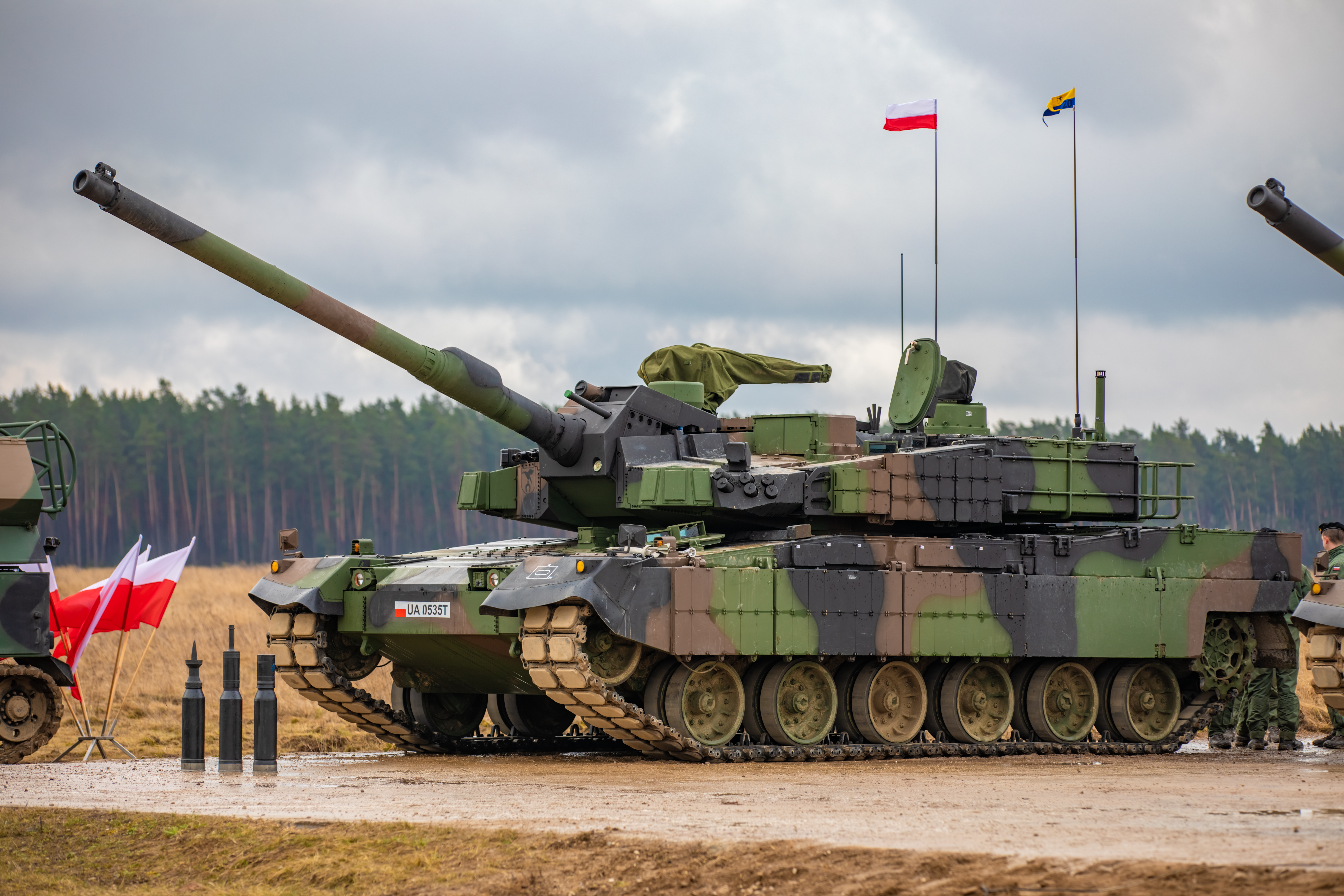
Polnischer K2 im März 2023

- Polen – Polen wollte seine Kampfpanzer aus der Zeit des Warschauer Paktes ersetzen: Stand 2018 noch 458 T-72 und 232 PT-91,[14] die im Zuge des Ukrainekrieges seit 2022 in weiten Teilen an die Ukraine abgegeben wurden.[15] Neben einer polnischen Beteiligung an einer neuen europäischen Panzerentwicklung[16] kam eine polnische Weiterentwicklung des K2 in Frage.[4] Am 27. Juli 2022 unterzeichneten Polen und Südkorea Rahmenverträge zur Lieferung von rund 1.000 Panzern K2 Black Panther. In einer ersten Tranche sollen Panzer des derzeitigen Entwicklungsstandes geliefert werden, davon erreichten im Dezember 2022 die ersten 10 Panzer das Land, zusammen mit 24 Panzerhaubitzen; ab 2026 ist eine den Bedürfnissen der polnischen Armee angepasste Version K2PL geplant.[17][18] Im März 2024 verfügte das polnische Heer über 46 K2 Panzer.[15][19] Gemäß der Vereinbarung sollen bis Ende 2024[veraltet] weitere 38 und 2025 die restlichen 96 K2 ausgeliefert werden.[20]